# Hesdin
Hesdin – miejscowość i gmina we Francji, w regionie Hauts-de-France, w departamencie Pas-de-Calais.
Według danych na rok 1990 gminę zamieszkiwały 2713 osoby, a gęstość zaludnienia wynosiła 2917 osób/km² (wśród 1549 gmin regionu Nord-Pas-de-Calais Hesdin plasuje się na 301. miejscu pod względem liczby ludności, natomiast pod względem powierzchni na miejscu 940.).

## Współpraca
Miejscowość partnerska:
- Heusden-Zolder, Belgia